# فان ألكسندر
فـان الكسندر (بالإنجليزية: Van Alexander)‏ هو قائد فرقة ‏ وملحن أمريكي، ولد في 2 مايو 1915 في نيويورك في الولايات المتحدة، وتوفي في 19 يوليو 2015 في لوس أنجلوس في الولايات المتحدة بسبب قصور القلب.

## وصلات خارجية
- فان ألكسندر على موقع IMDb (الإنجليزية)
- فان ألكسندر على موقع ألو سيني (الفرنسية)
- فان ألكسندر على موقع ميوزك برينز (الإنجليزية)
- فان ألكسندر على موقع أول موفي (الإنجليزية)
- فان ألكسندر على موقع قاعدة بيانات برودواي على الإنترنت (الإنجليزية)
- فان ألكسندر على موقع أول ميوزيك (الإنجليزية)
- فان ألكسندر على موقع ديسكوغز (الإنجليزية)
- فان ألكسندر على موقع ديسكوغز (الإنجليزية)
- فان ألكسندر على موقع قاعدة بيانات الفيلم (الإنجليزية)
- فان ألكسندر على موقع كينوبويسك (الروسية)